# Wolfgang Proske
Wolfgang Proske (* 5. März 1954 in Kelheim) ist ein deutscher Sozialwissenschaftler, Historiker und Pädagoge. Er arbeitete von 1977 bis 2017 als Lehrer, zuletzt für Geschichte und Bildende Kunst, war zeitweise Schulleiter und Entwicklungshelfer und ist Herausgeber und Mitautor der Buchreihe Täter, Helfer, Trittbrettfahrer über NS-Belastete aus Baden-Württemberg und Bayern. 2014 begründete er den „Kugelberg Verlag – Verlag für historische Sozialforschung“.

## Leben
Wolfgang Proske studierte an der Universität Regensburg die Fächer Lehramt für Volksschulen, Pädagogik, Soziologie und Geschichte. 1977 schloss er mit der Ersten, 1980 der Zweiten Lehramtsprüfung für Volksschulen ab. 1980 ging der anerkannte Kriegsdienstverweigerer ersatzweise für den Zivildienst als Entwicklungshelfer mit dem Deutschen Entwicklungsdienst (DED) nach Mochudi, Botswana. Ab Herbst 1982 studierte Proske im Zweitstudium an den Universitäten Aachen, Hagen und Bremen und schloss 1984 als Diplom-Sozialwissenschaftler mit einer Arbeit zur Politischen Psychologie der Apartheid in Südafrika ab.
Von 1977 bis 1980 sowie ab 1984 arbeitete er als Lehrer an Grund- und Hauptschulen in den bayerischen Regierungsbezirken Oberpfalz und Schwaben.
1988 promovierte Proske im Fach Geschichte bei Imanuel Geiss (Universität Bremen) und Horst Gründer (Universität Münster) mit einer Arbeit über Hermannsburger Missionare des 19. Jahrhunderts auf dem Gebiet des heutigen Botswana. Er schied 1994 auf eigenen Wunsch aus dem bayerischen Beamtenverhältnis aus, um als Leiter an die Deutsche Schule Tripolis, Libyen, zu wechseln. 1996 kehrte er nach Deutschland zurück und arbeitete im Fach Geschichte/Gemeinschaftskunde für die Abendrealschulen Ulm, Laupheim und Heidenheim sowie ab 2009 für das Abendgymnasium Ostwürttemberg in Aalen, Heidenheim und Schwäbisch Gmünd. Zusätzlich übernahm er Lehraufträge für Geschichte und Bildende Kunst an Tagesgymnasien, zuletzt am Max-Planck-Gymnasium Heidenheim.
In jungen Jahren war Wolfgang Proske in der antiautoritären Schülerbewegung sowie Funktionär der „Falken“ und der Jungsozialisten. 1977 begründete er den „Bund für Geistesfreiheit“ in Regensburg. Er ist stellvertretender Vorsitzender des Humanistischen Freidenker-Verbandes Ostwürttemberg sowie 2. Vorsitzender des Vereins „Betreuungen, Gegenseitige Hilfe & Kultur“. Von 2013 bis 2015 gehörte er dem Landesvorstand der Humanisten Baden-Württemberg an.
Wolfgang Proske ist seit 1986 verheiratet mit Silvia Streitel-Proske, Fachärztin für Psychiatrie und Psychotherapie, und hat eine erwachsene Tochter.

## Veröffentlichungen

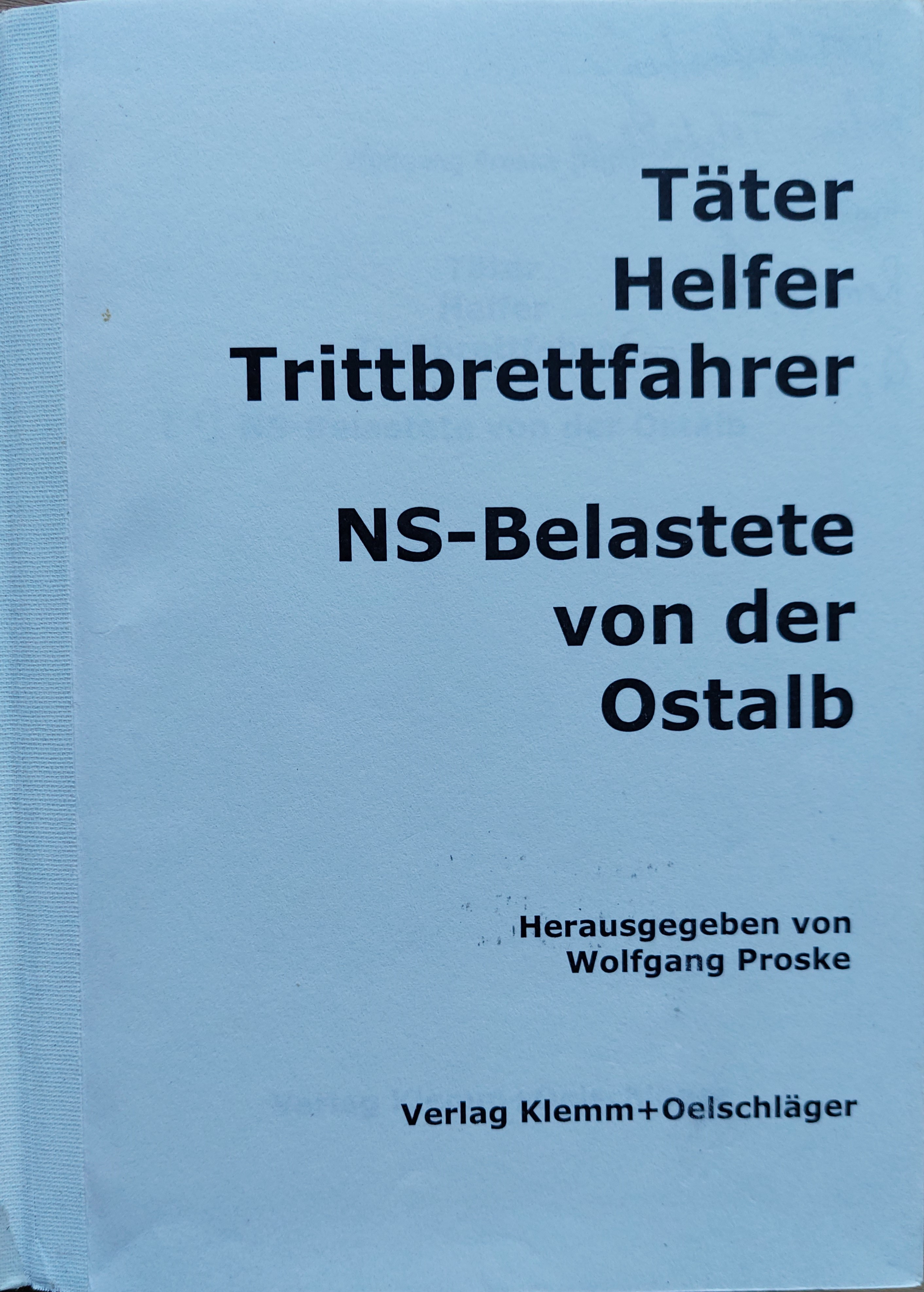
Band 1: NS-Belastete von der Ostalb. 2. Auflage 2016

Wolfgang Proske publizierte 1989 in Zusammenarbeit mit dem Kirchenkritiker Karlheinz Deschner und 1992 mit dem Verwaltungsrichter Gerhard Czermak über Rechte und Forderungen von Konfessionslosen im Schulwesen. 1998 veröffentlichte er den Aufsatz: Säkularisierung als universalhistorischer Perspektivbegriff. Nach dem Erwerb eines Montessori-Diploms unterzog er 2005 die Montessoripädagogik einer vernichtenden Kritik und sprach von einem „Konzept zur Abwehr pluralistischer gesellschaftlicher Zustände“.
Mit der Herausgabe der Buchreihe Täter Helfer Trittbrettfahrer widmet sich Proske seit 2010 der NS-Täterforschung. Die regional zunächst für Baden-Württemberg und angrenzende Gebiete gestaffelte Reihe besteht aus zehn Bänden: Ostalb, Region Ulm/Neu-Ulm, östliches Württemberg, Oberschwaben, Bodenseeraum, Südbaden, Nordbaden, Norden des heutigen Baden-Württemberg, Süden des heutigen Baden-Württemberg. Im Sommer 2019 erschien, zusammen mit einem Gesamtregister, der die Reihe abschließende Band 10 über die Region Stuttgart. Die Reihe wird seit 2021 mit Band 11 (Nordschwaben + Neuburg) und Band 12 (Allgäu) auf Bayern ausgedehnt und soll weiter fortgesetzt werden. Insbesondere der in Band 6 (2017) von Proske stammende Aufsatz über den wegen seines Verhaltens in der NS-Zeit umstrittenen Freiburger Erzbischof Conrad Gröber wurde in der Presse breit rezipiert und führte zuletzt in Gröbers Geburtsstadt Meßkirch zu einer gedenkpolitischen Debatte über die gebotene Revision von Gröbers dortiger Ehrenbürgerschaft und über die Umbenennung einer nach Gröber benannten Straße und eines Altenpflegeheims der Caritas.
Zu ähnlichen Auseinandersetzungen kam es auch in Heidenheim über den hier geborenen Wehrmachtsgeneral Erwin Rommel. Der öffentliche Streit wegen des dortigen Rommeldenkmals wurde 2020 mit der Aufstellung eines Gegendenkmals entschärft.

## Auszeichnungen
Von der Landesarbeitsgemeinschaft des bundesweiten Vereins Gegen Vergessen – Für Demokratie wurde Proske im Oktober 2019 für die Herausgabe der Buchreihe Täter, Helfer, Trittbrettfahrer mit dem erstmals vergebenen Rahel-Straus-Preis für nachhaltige Projekte der Erinnerungskultur in Baden-Württemberg ausgezeichnet.
Im Oktober 2021 erhielt Proske aus der Hand der Wissenschaftsministerin Theresia Bauer für besondere Verdienste um das Land Baden-Württemberg die Staufermedaille des Ministerpräsidenten Winfried Kretschmann.